# スッポン科
スッポン科（スッポンか、Trionychidae）は、爬虫綱カメ目に属する科。

## 分布
アフリカ大陸、ユーラシア大陸、アメリカ合衆国、インドネシア、日本、パプアニューギニア、メキシコ
手取層群北谷層（福井県勝山市）での第1次から第3次恐竜化石発掘調査（1989-2010年）で発見された白亜紀前期の化石が世界最古とされており、白亜紀前期の化石が東アジアでのみ発見されていることから東アジアから世界に分布が広がっていったと考えられている。

## 形態
淡水域に生息するカメ目の構成種では最大級の大型種が含まれるが標本が現存したり、実際に計測した数値に基づく記録、信憑性の高い記録は少なく最大種に関しては複数の説がある。一例として甲長100センチメートル以上の記録がある、もしくは推定される種はインドコガシラスッポン（標本に基づく記録で甲長110センチメートル）、タイコガシラスッポン（最大甲長122センチメートル）、カントールマルスッポン（最大129センチメートルだが甲幅が小さいことから疑問視する説あり）、ビブロンマルスッポン（最大甲長102センチメートル）シャンハイハナスッポン（推定甲長104.1センチメートル）、ナイルスッポン（現存する標本で最大甲長101.5センチメートル、推定110センチメートル以上）の6種に限られる。最小種はヒラタスッポンで最大甲長26センチメートル。角質甲板が退化し、骨甲板は皮膚で覆われる。甲羅を含め全身に大型鱗が無いため、皮膚呼吸（体表のみならず総排泄孔や咽頭粘膜からもガス交換を行う）も盛んに行う。背甲は扁平な種が多く、底質に潜りやすくなり隠蔽性を高めていると考えられている。腹甲の可動性が大きいため頸部や四肢を収納した後、背甲と腹甲の隙間を閉じることができる。フタスッポン亜科ではこれに加えて後肢の基部に蓋状の器官（フラップ）があり、これにより乾燥を防ぐ効果があると考えられている。
吻端が突出し、細長い管状になる。上顎及び下顎を覆う角質の鞘（嘴）は、肉質で覆われる。頸部は長く、頸部の筋力も強い。指趾には水掻きが発達し、第1 - 3指にのみ爪がある。

## 分類
頭骨や脊椎・吻端といった形態、核型や酵素の電気泳動・ミトコンドリアDNAの塩基配列による分子系統解析からスッポンモドキ科と単系統群を形成するという説が有力である。分類・和名は中井(2021)を参考。

### フタスッポン亜科　Cyclanorbinae
- キタフタスッポン属 Cyclanorbis
  - Cyclanorbis senegalensis セネガルフタスッポン
  - Cyclanorbis elegans ヌビアフタスッポン
- ミナミフタスッポン属 Cycloderma
  - Cycloderma aubryi オーブリーフタスッポン
  - Cycloderma frenatum ザンベジフタスッポン
- ハコスッポン属 Lissemys
  - Lissemys punctata ハコスッポン（ビルマハコスッポンを独立種とする場合はインドハコスッポン[1]） Indian flapshell turtle
    - Lissemys punctata punctata ミナミインドハコスッポン（スリランカ個体群を独立種L. ceylonensis、北部個体群を亜種L. p. vittataとして分割する説もあり[1]）
    - Lissemys punctata andersoni キタインドハコスッポン
    - Lissemys punctata scutata ビルマハコスッポン（独立種とする説もあり[1]）

### スッポン亜科Trionychinae
多くの種が旧スッポン属Trionyxに分類されていたが、1987年に系統推定からTrionyxは模式種のナイルスッポンを残し細分化された。この系統推定ではインドスッポン属Aspideretesと1属1種のミヤビスッポン属は姉妹群とされたが、後に核DNAとミトコンドリアDNAの分子系統推定でもこれらの単系統性が支持された。一方でミヤビスッポンはインドスッポン属の姉妹群ではなく内群に含まれると推定され、インドスッポン属はより記載の早いミヤビスッポン属のシノニムとなった。
- アジアオオスッポン属 Amyda
  - Amyda cartilaginea インドシナオオスッポン Asiatic giant softshell turtle
  - Amyda ornata タイリクオオスッポン Southeast asian softshell turtle
- アメリカスッポン属 Apalone
  - Apalone ferox フロリダスッポン Florida softshell turtles
  - Apalone mutica スベスッポン Smooth softshell turtle
  - Apalone spinifera トゲスッポン Spiny softshell turtles
- コガシラスッポン属 Chitra
  - Chitra indica インドコガシラスッポン Indian narrow-headed softshell turtle
  - Chitra chitra タイコガシラスッポン Southeast Asian narrow-headed softshell turtle
  - Chitra vandijki ビルマコガシラスッポン Burmese narrow-headed softshell turtle
- ヒラタスッポン属 Dogania
  - Dogania subplana ヒラタスッポン Malayan softshell turtle
- ミヤビスッポン属 Nilssonia
  - Nilssonia formosa ミヤビスッポン Burmese peacock softshell turtle
  - Nilssonia gangetica ガンジススッポン Indian soft-shell turtle
  - Nilssonia hurum クジャクスッポン Peacock soft-shell turtle
  - Nilssonia leithii リーススッポン Nagpur soft-shell turtle
  - Nilssonia nigricans クロスッポン Black softshell turtle
- イボクビスッポン属 Palea
  - Palea steindachneri イボクビスッポン Wattle-necked soft-shelled turtle
- マルスッポン属 Pelochelys
  - Pelochelys bibroni ビブロンマルスッポン Bibron's giant softshell turtle
  - Pelochelys cantorii カントールマルスッポン Cantor's giant softshell turtle
  - Pelochelys signifera ゴマダラマルスッポン Varigated giant softshell turtle
- キョクトウスッポン属 Pelodiscus
  - Pelodiscus axenaria コナンスッポン Hunan softshell turtle
  - Pelodiscus huangshanensis Huangshan softshell turtle
  - Pelodiscus maackii（Pelodiscus japonicusのシノニムとする説もあり[10]）
  - Pelodiscus parvihormis ヒメスッポン Lesser Chinese softshell turtle
  - Pelodiscus shipian Chinese stone slab soft-shelled turtle
  - スッポン Pelodiscus sinensis
  - Pelodiscus variegatus ベトナムスッポン Spotted softshell turtle
- ハナスッポン属 Rafetus
  - Rafetus euphraticus メソポタミアハナスッポン Euphrates softshelled turtle
  - Rafetus swinhoei シャンハイハナスッポン Shanghai softshell turtle
- ナイルスッポン属 Trionyx
  - Trionyx triunguis ナイルスッポン African softshell turtle

## 生態
河川や湖沼、池などに生息する。主に淡水域に生息するが、マルスッポン属は汽水域や海域で見られることもある。フタスッポン亜科では乾季に泥中で休眠する種もいて、フラップが役立つと考えられている。
食性は動物食もしくは雑食で、魚類、昆虫、甲殻類、動物の死骸、果実などを食べる。食物を探索して動きまわる種が多いが、コガシラスッポン属やマルスッポン属は底質に身を潜め、獲物が通りかかると瞬時に首を伸ばす待ち伏せ型の捕食を行う。

## 人間との関係
生息地では食用とされることもある。日本に分布するスッポンも各地で食用として繁殖されたため分布の撹乱が起こっており、移入個体群が確認されている。
開発による生息地の破壊や、水質汚染、食用の乱獲などにより生息数が減少している種もいる。
ペットとして飼育されることもあり、日本にも輸入されている。大型種が多いため、大型のケージが用意できない場合は一般家庭での飼育には適していない。

## 画像

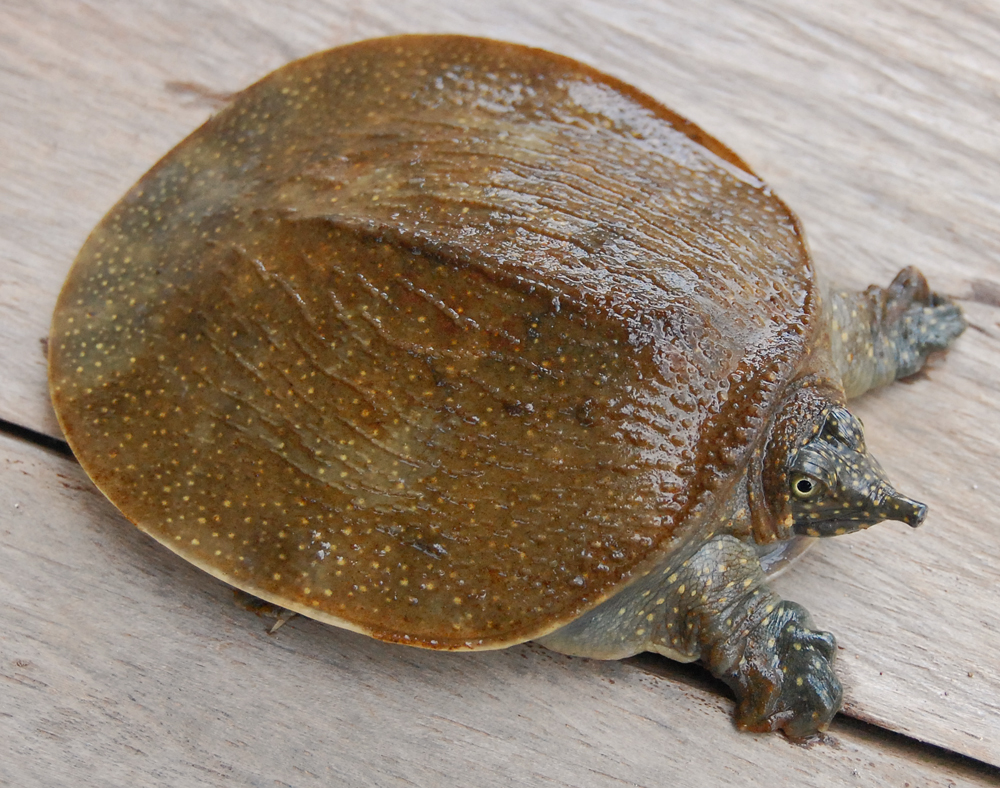
インドシナオオスッポン A. cartilaginea
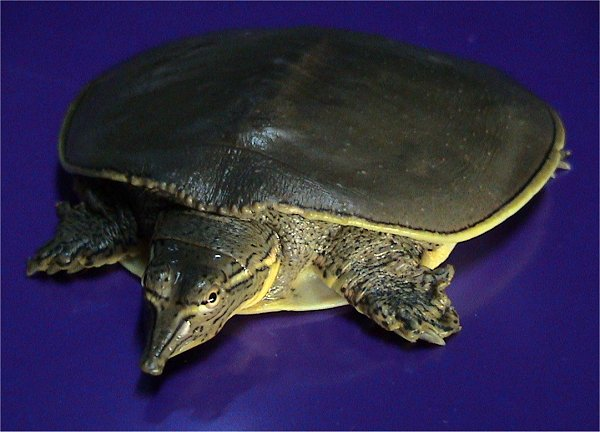
トゲスッポン A. spinifera
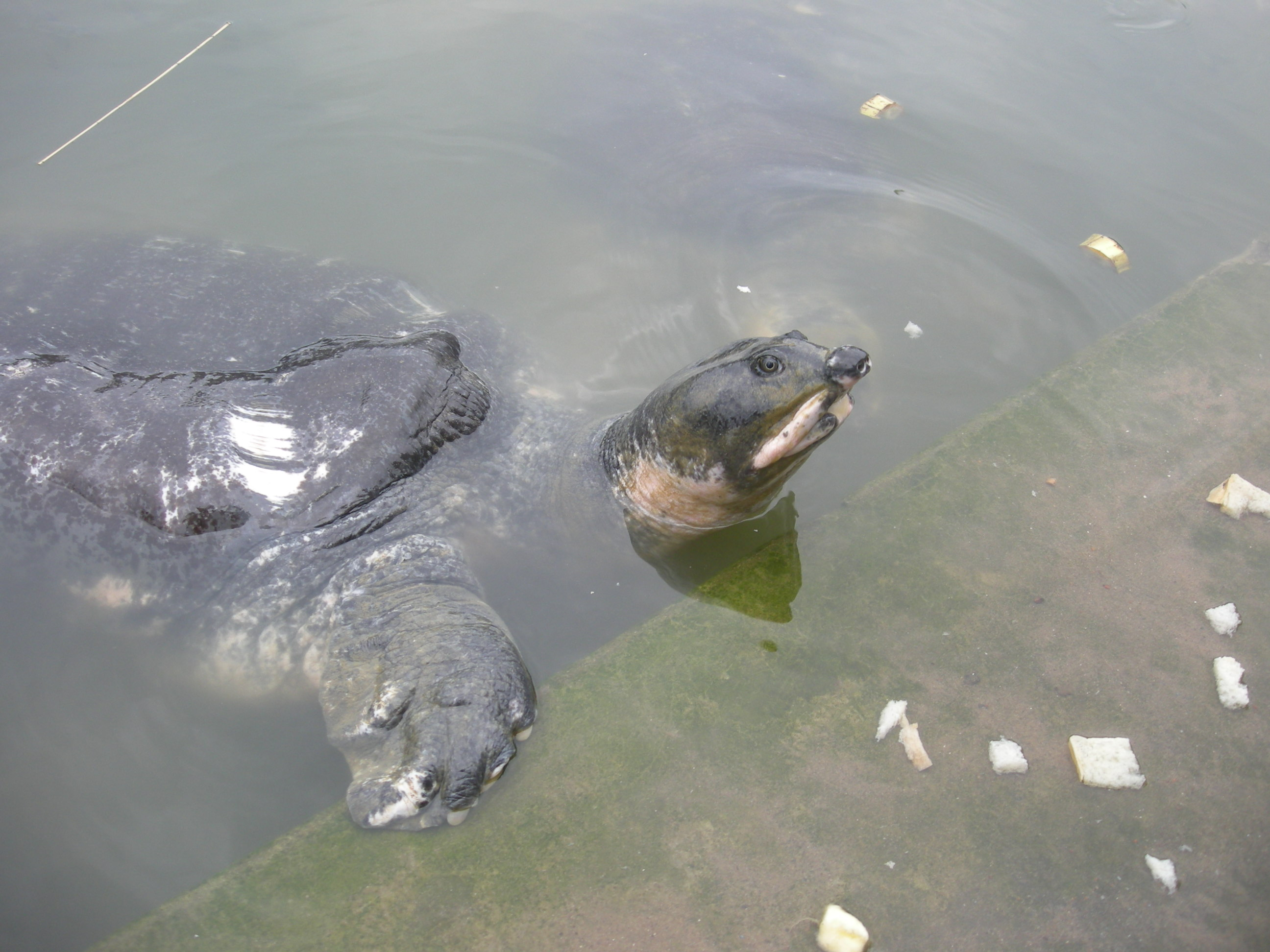
クロスッポン A. nigricans
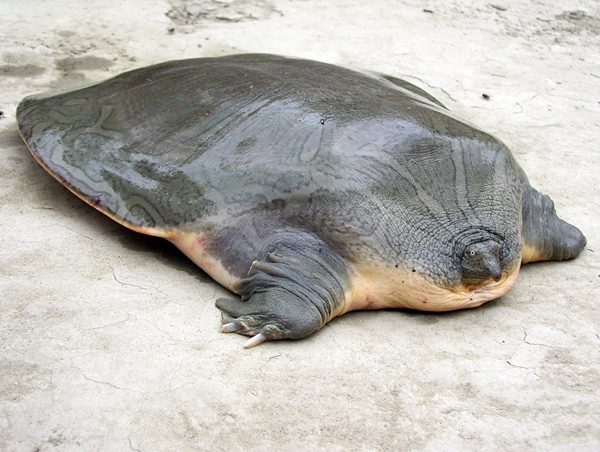
インドコガシラスッポン C. indica
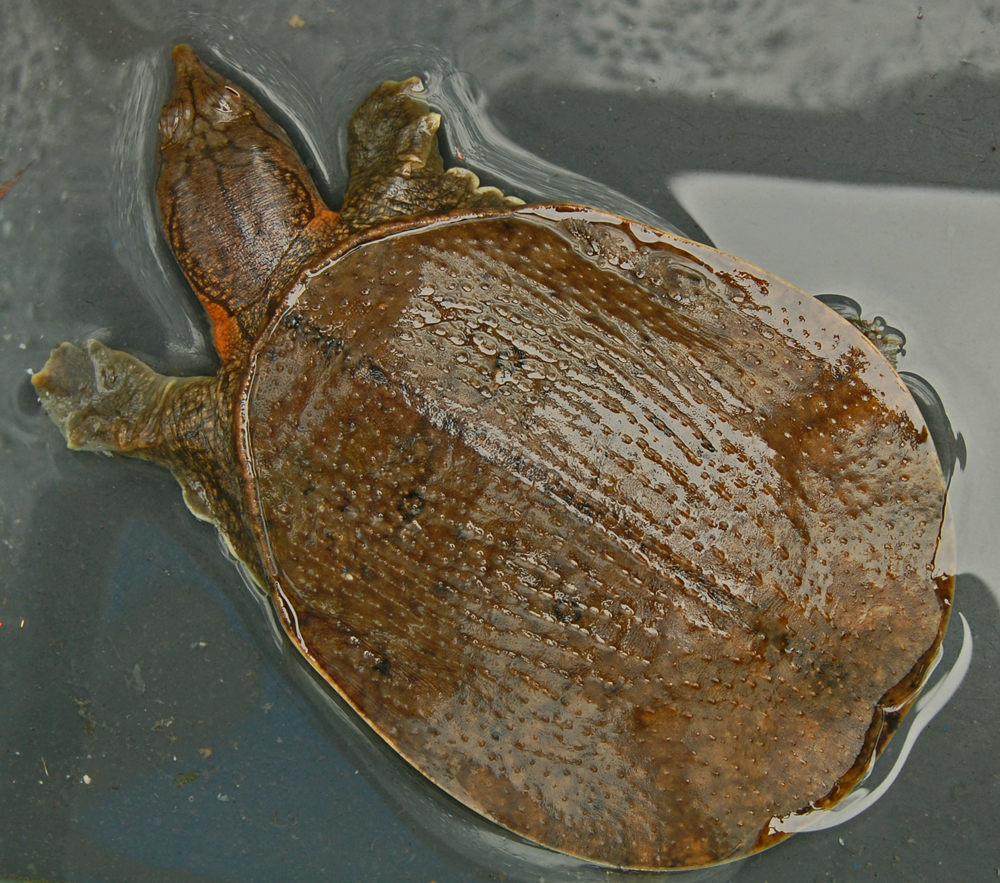
ヒラタスッポン D. subplana
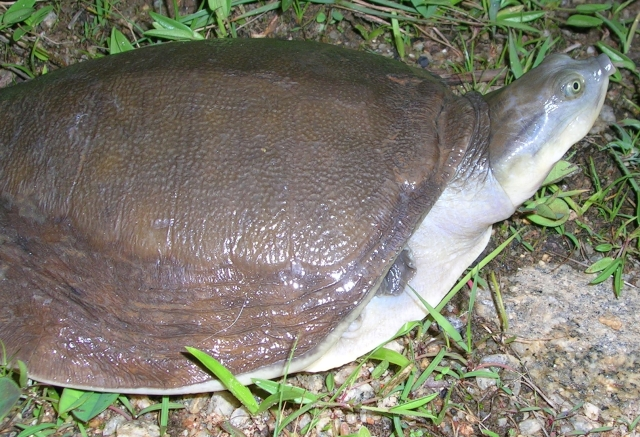
インドハコスッポン L. punctata
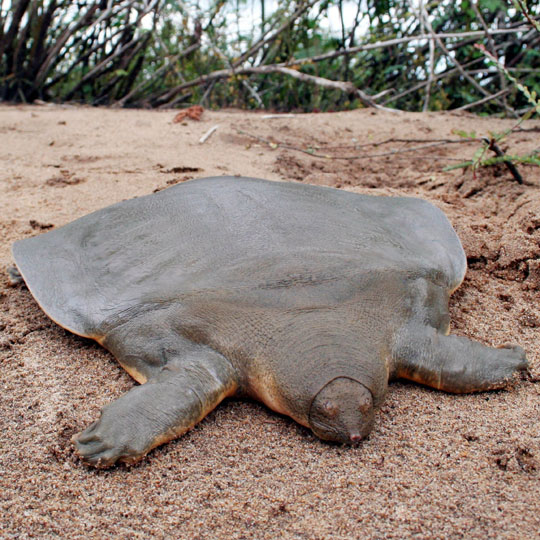
マルスッポン P. cantorii
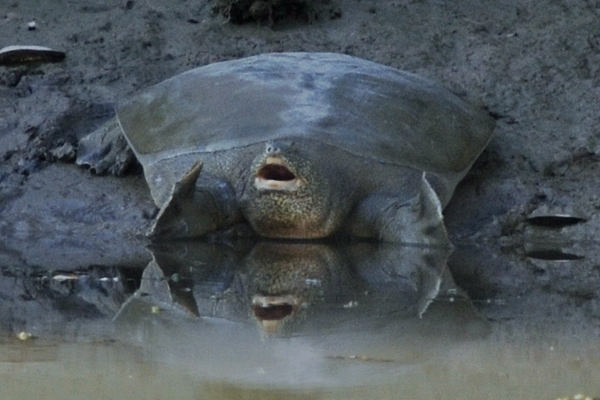
メソポタミアハナスッポン R. euphraticus